# Lasiocala limbourgi
Lasiocala limbourgi är en skalbaggsart som beskrevs av Soula 2006. Lasiocala limbourgi ingår i släktet Lasiocala och familjen Rutelidae. Inga underarter finns listade i Catalogue of Life.